# Comuna de Kuźnica
Kuźnica (polaco: Gmina Kuźnica) é uma gminy (comuna) na Polónia, na voivodia de Podláquia e no condado de Sokólski. A sede do condado é a cidade de Kuźnica.
De acordo com os censos de 2004, a comuna tem 4312 habitantes, com uma densidade 32,3 hab/km².

## Área
Estende-se por uma área de 133,41 km², incluindo:
- área agricola: 73%
- área florestal: 19%

## Demografia
Dados de 30 de Junho 2004:
|                      | Total   | Total | Mulheres | Mulheres | Homens  | Homens |
| -------------------- | ------- | ----- | -------- | -------- | ------- | ------ |
|                      | pessoas | %     | pessoas  | %        | pessoas | %      |
| População            | 4312    | 100   | 2141     | 49,7     | 2171    | 50,3   |
| Densidade (pop./km²) | 32,3    | 100   | 16       | 16       | 16,3    | 16,3   |

De acordo com dados de 2002, o rendimento médio per capita ascendia a 1253,31 zł.

## Comunas vizinhas
- Nowy Dwór, Sidra, Sokółka.